# Turid Lundqvist
Marit Turid Lundqvist (mer känd som bara Turid), född 16 november 1949 i Stockholm, är en svensk vissångerska, kompositör, sångtextförfattare och musiker (piano, gitarr).

## Karriär
Turid vann år 1966 Sveriges Radios vismästerskap med egna visor och framträdde även i TV-programmet Hylands hörna. År 1969 sjöng hon på Visfestivalen i Västervik och året därpå medverkade hon på den andra musikfesten på Gärdet i Stockholm. Hon anslöt sig till proggrörelsen och blev också engagerad inom kvinnorörelsen. Hon blev ofta jämförd med Joni Mitchell och Melanie. Under förra hälften av 1970-talet uppträdde hon ofta tillsammans med rockgruppen Kebnekaise och 1976 utgav hon ett album tillsammans med Lena Ekman och Jan Hammarlund. 
År 1977 bröt hon med det progressiva skivbolaget Silence och gick över till det kommersiella bolaget Metronome. Skälet var att hon önskade nå ut till en bredare publik, men hon fick utstå en hård kritik för detta inom proggrörelsen. Med låtar som exempelvis "På väg" (1980) nådde hon framgång även på Svensktoppen.
Albumet Flow Soma (1982) är tillägnat Maharishi Mahesh Yogi och har texter inspirerade av TM-rörelsen, i huvudsak av Thomas Wiehe (se även Soma).

## Stipendier och utmärkelser
- 1977 – Sveriges kompositörer och textförfattares stipendium[1]

## Diskografi
Studioalbum
- 1971 – Vittras visor (LP, Silence SRS 4609)
- 1973 – Bilder (LP, Silence SRS 4616)
- 1975 – Tredje dagen (LP, Silence SRS 4628)
- 1976 – Igår, idag, i morgon (med Jan Hammarlund och Lena Ekman, LP, Silence SRS 4638)
- 1977 – Selma världserövrare (LP, Metronome MLP 15.619)
- 1978 – Fårskallevisor (med M.A. Numminen, LP, Love LR236S)
- 1980 – Tistlar från tundran (LP, Metronome MLP 15.661)
- 1982 – Flow Soma (med Thomas Wiehe, LP, Silence SRS 4672)

Samlingsalbum
- 2004 – I retur (återutgivning av äldre låtar, CD, Silence SRSCD 3629)
- 2010 – Stars & Angels: Songs 1971–75 (återutgivning av äldre låtar, CD, RPM retrodisc Retro 870)

Singlar
- 1972 – Den gamla vanliga historien
- 1976 – Brev till hamnarbetarna

Medverkan på samlingsalbum (urval)
- 1971 – Festen på Gärdet (samlings-LP, Silence SRS 4603)
- 1974 – Tjejclown (samlings-LP, MNW 48P)
- 1975 – Vi kan leva utan kärnkraft (samlings-LP, Silence SRS 4630)
- 1976 – Alternativ festival (samlings-LP, MNW 58-59P)
- 1977 – Sånger och musik från Kvinnokulturfestivalen (samlings-LP, Silence SRS 4647)